# تاکدا نوبویوشی (۱۱۸۶–۱۱۲۸)

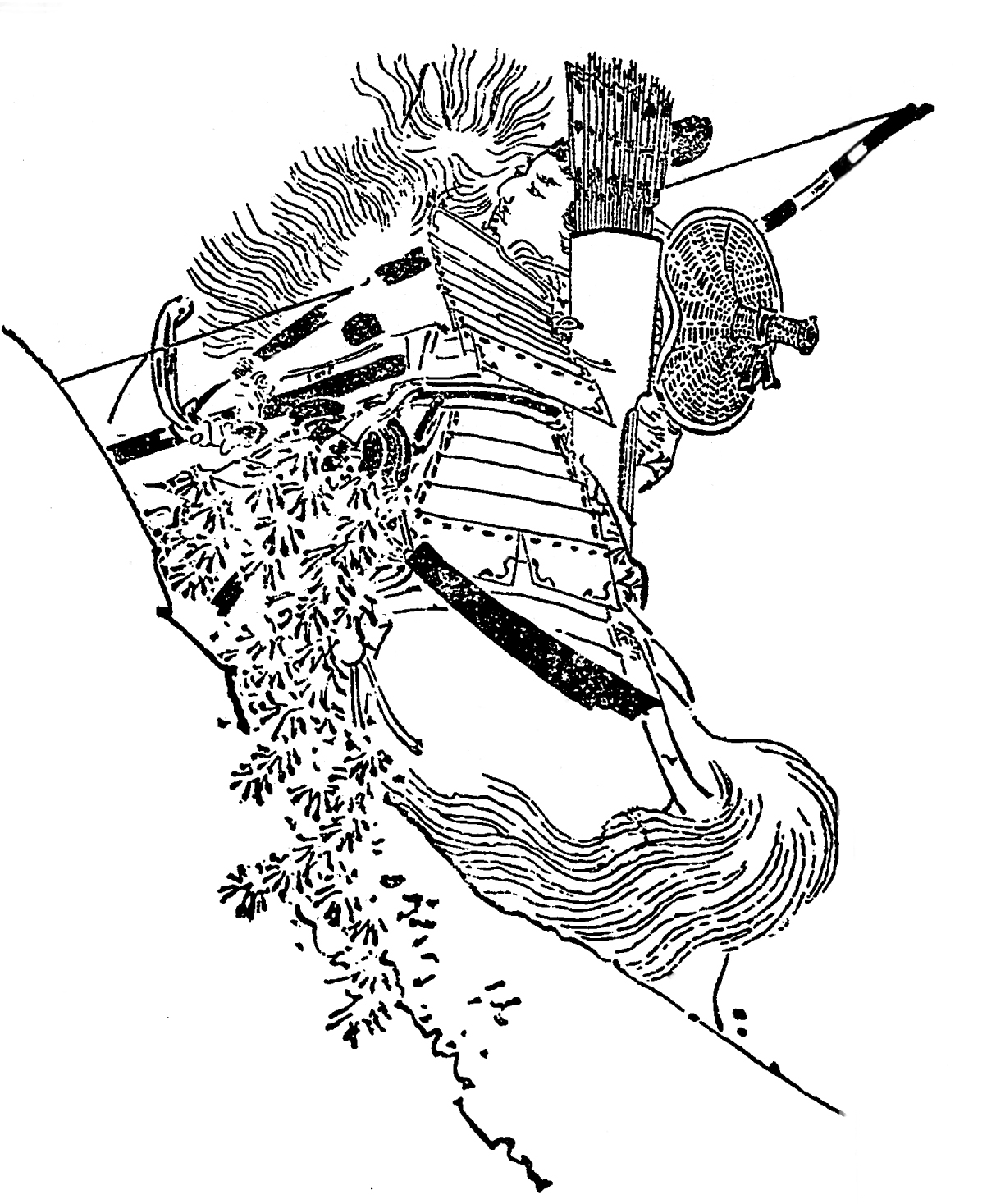
تاکدا نوبویوشی

تاکدا نوبویوشی (به ژاپنی: 武田信義); تولد ۱۱۲۸، مرگ ۳۱ مارس ۱۱۸۶ چهارمین رهبر خاندان خاندان کای گنجی و نخستین رهبر و بنیان‌گذار خاندان کای تاکدا، یک سامورایی (نظامی)، در اواخر دوره هی‌آن و اوایل دوره کاماکورا در ژاپن بود. پدر وی نوه میناموتو نو یوشی‌میتسو از خاندان میناموتو بود.
دوران تاکدا نوبویوشی، بنیان‌گذار خاندان کای تاکدا، دوره درگیری در دوره جنگ گنپی بود. در آوریل سال چهارم جیشو (۱۱۸۰)، فرمان پادشاهی شاهزاده موچی‌هیتو صادر شد و به اصطلاح جنگ گنپی آغاز شد، در پاسخ، نوبویوشی نیروهایی را به ناحیه اینا، ولایت شینانو اعزام کرد و بعداً با میناموتو نو یوریتومو نخستین شوگون از شوگون‌سالاری کاماکورا ملاقات کرد و به ولایت سوروگا نقل مکان کرد. او به شایستگی نظامی دست یافت.
نوبویوشی در طول جنگ گنپی با میناموتو نو یوریتومو همکاری کرد. با این حال، یوریتومو به زودی نوبویوشی را از فرمانداری یا شوگوی سوروگا برکنار کرد و همچنین پسر بزرگ نوبویوشی ایچیجو تادایوری را کشت. گفته می‌شود که این به این دلیل بود که یوریتومو از خاندان کای گنجی می‌ترسید که آنقدر قدرتمند شده بود که او را تهدید می‌کردند.
در نتیجه، برادر کوچکتر تادایوری، تاکدا نوبومیتسو، پنجمین رهبر خاندان کای تاکدا شد. نوبومیتسو در سال ۱۲۲۱ به دلیل فعالیت‌های نظامی خود به عنوان فرماندار/شوگوی ولایت آکی منصوب شد.